# Нова демократска странка Србије
Нова демократска странка Србије (скраћено НДСС) национално-конзервативна је политичка странка у Србији.
Раније позната као Демократска странка Србије (скраћено ДСС), основана је као конзервативно крило које се одвојило од Демократске странке (ДС) и играла је кључну улогу у опозицији током 1990-их. Била је део коалиције Заједно, а касније оснивач Демократске опозиције Србије (ДОС). Њен први вођа Војислав Коштуница изабран је 2000. за председника Југославије, а на тој функцији је био до 2003. године. Године 2001. ДСС је напустила владу ДОС-а, а у опозицији је била до парламентарних избора 2003. године, након чега је успела да формира владу са другим десничарским странкама. Коштуница је затим постао председник Владе, а после 2008. поново је постала део опозиције пошто није могла да формира владу. Доживела је пад 2010-их, када није успела да пређе цензус на парламентарним изборима 2014, што је довело до тога да Коштуница поднесе оставку на место вође странке. Заменила га је Санда Рашковић Ивић, а ДСС је 2016. поново успела да уђе у Народну скупштину, овога пута у коалицији са Дверима. Рашковић Ивић је смењена после парламентарних избора, а на месту председника странке заменио ју је Милош Јовановић.
Бивша чланица Европске народне странке, задржала је позицију десног центра и умерено конзервативну идеологију све до раних 2010-их, када је ктенула да нагиње ка десници и евроскептицизму. Предводи коалицију Национално демократска алтернатива (НАДА).

## Историја

### Оснивање и рад у опозицији
Демократска странка Србије води своје порекло у Демократској странци која је основана у Краљевини Срба, Хрвата и Словенаца 16. фебруара 1919. године у Сарајеву, уједињењем странака самосталних радикала, напредњака, либерала и српског дела Хрватско-српске коалиције. Њен први председник био је Љубомир Давидовић.
После Другог светског рата и формирања нове, комунистичке државе Федеративне Народне Републике Југославије, за Демократска странка и друге политичке странке су биле забрањене, иако је Милан Грол, тадашњи председник демократа, пре тога био потпредседник у привременој југословенској Влади под вођством КПЈ и Јосипа Броза Тита.
Дана 3. фебруара 1990. године Демократска странка је обновила рад, њени чланови били су, Драгољуб Мићуновић, Коста Чавошки, Зоран Ђинђић и Војислав Коштуница и многи други.

### Одвајање ДСС-а од ДС-а
Године 1992, због идеје једне коалиције са Српским покретом обнове и независним интелектуалцима под именом ДЕПОС, отцепљује се крило странке које је за ДЕПОС и формира Демократску странку Србије, за њеног председника је изабран Војислав Коштуница.
ДСС је те године учествовала на ванредним изборима за српски парламент, али је освојила мали број посланичких места.
На следећим изборима за Скупштину, 1993. године, ДСС је учествовала и освојила 7 мандата.
Године 1996. странка је приступила коалицији „Заједно“, коју су чинили ДС, ГСС и СПО. После избора за савезну Скупштину, ДСС је напустила коалицију. На локалним изборима у новембру исте године учествовала је самостално.
После тога, све до 2000. године, ДСС је ретко учествовала у протестима против тадашње власти, којој се супротстављала само уобичајеним средствима партијске борбе. У току НАТО бомбардовања 1999. године ДСС је показивала велику критичност и према тадашњем режиму и према НАТО бомбардовању, због чега је њен утицај растао.

### Победа ДОС-а
Јануара 2000. године, формиран је ДОС. Њега је у почетку чинило 19 странака, али је касније СПО напустио овај опозициони савез.
У лето те године, расписани су редовни избори за савезни парламент, локалну самоуправу Србије, али и ванредни избори за председника СРЈ. Опозиција је тада истакла Војислава Коштуницу као свог председничког кандидата.
Дана 24. септембра, Војислав Коштуница је убедљиво победио тадашњег председника СРЈ и кандидата владајуће странке Слободана Милошевића. Међутим, изборна комисија то није хтела да призна. Наступили су протести по целој земљи. Коначно, 5. октобра, неколико стотина хиљада људи је у Београду на силу заузело најважније државне институције и довело ДОС на власт.
Војислав Коштуница ступио је на дужност председника Југославије 7. октобра.

### Улазак у Владу
ДОС је на ванредним изборима за републички парламент освојио 176 посланичких места. ДСС је добила, по расподели међу странкама, 44 мандата. Председник скупштине постао је Драган Маршићанин, кадар ДСС-а.
Дана 25. јануара 2001. године, Зоран Ђинђић (председник ДС) формирао је нову Владу Србије. ДСС је добила једно министарско место (Обрен Јоксимовић као министар здравља и заштите животне средине), и једног потпредседника Владе (Драгана Јочића).

### Излазак из Владе
Августа 2001. године, ДСС је напустила Владу и владајућу коалицију, због тога што су тврдили да је Влада Србије повезана са криминалом. 6. децембра 2001. је председник скупштине, Драган Маршићанин, поднео оставку на своју функцију након сукоба са владајућом већином око спорног гласања. Раскол ове партије и ДОС-а кулминирао је 27. јула 2002. године, када је председништво владајуће коалиције одлучило да искључи ДСС из својих редова.
Септембра 2002. године, Војислав Коштуница био је кандидат ДСС-а на изборима за председника Србије. Ушао је у други круг заједно са кандидатом којег је подржао владајући ДОС — Мирољуб Лабус. 13. октобра, Коштуница је у другом кругу освојио више гласова од Лабуса, али су због недовољног одазива бирача избори проглашени неуспелим. Осмог децембра, на поновљеним изборима, Коштуница је опет освојио највише гласова (испред председника СРС Војислава Шешеља) али опет избори нису успели због недовољног броја изашлих бирача. Коштуничин мандат председника СРЈ је престао у фебруару 2003. године са формирањем Државне заједнице Србија и Црна Гора. Тиме су Војислав Коштуница и ДСС изгубили једину преосталу формалну позицију власти.
После убиства премијера Србије Зорана Ђинђића, 12. марта 2003, Коштуница је предлагао да се у Србији формира концентрациона Влада. Међутим, тај предлог је одбијен. ДСС је касније највише, као опозициона странка, учествовала у рушењу кабинета новог премијера Зорана Живковића. Тако је, новембра те године, дошло до пада Владе, краја ДОС-а, и расписивања ванредних скупштинских избора за 28. децембар 2003. године.

### Избори 2003. и долазак на власт
ДСС је овим изборима била друга по броју гласова (после Српске радикалне странке) и добила је 53 посланичка места. Драган Маршићанин се фебруара 2004. године вратио на место председника Народне скупштине Републике Србије.
Током тог месеца, ДСС је склопио савез са странком Г17 плус и монархистичком коалицијом СПО-НС о формирању будуће Владе Србије. Међутим, недостајала им је подршка још једне странке. Нису успели преговори о томе да ДС учествује у будућој власти. Војислав Коштуница је постигао договор да Социјалистичка партија Србије подржи Владу у парламенту, али да њени представници не добију министарска места. Трећег марта 2004. године, Војислав Коштуница је први пут изабран за Председника Владе Србије.
На изборима за председника Србије, јуна те године, Драган Маршићанин је био кандидат владајуће коалиције. Освојио је четврто место, што је показало да Влада не ужива велику подршку народа. На последњој скупштини ДСС, 5. јуна 2005. године, Коштуница је поново изабран за председника странке, као једини кандидат за то место, а за потпредседнике странке изабрани су Санда Рашковић Ивић, Владета Јанковић, Александар Поповић, Александар Правдић и Драган Јочић, док је за портпарола странке изабран Андрија Младеновић.
Влада Војислава Коштунице завршила је мандат после непуне три године након што су 29. и 30. октобра, грађани на референдуму одобрили нови Устав Србије, што је био најважнији политички циљ ДСС-а, а уставним законом су предвиђени избори за све нивое власти.

### Избори 2007.
На превременим парламентарним изборима расписаним након доношења новог Устава 21. јануара 2007. године, ДСС је учествовала у коалицији са Новом Србијом Велимира Илића, на чијем делу листе су још били и Српски демократски покрет обнове Верољуба Стевановића и Војислава Михаиловића, као и Јединственом Србијом Драгана Марковића Палме. Ова коалиција је названа Народњачка коалиција, и освојила је 47 посланичких места, као трећа по снази, после СРС-а и ДС-а. Након избора, 15. маја 2007, уследили су жустра полемика у скупштини између три најјаче странке, а затим и споразум ДСС-а и СРС-а, по коме је потпредседник радикала, Томислав Николић дошао на место председника скупштине. Схвативши овај споразум као претњу, ДС је пристала на споразум са Коштуницом. Договор са радикалима је раскинут и Николић је поднео оставку на место председника парламента, а ДСС је формирала Владу са Демократском странком и Г 17+. Коштуница је поново изабран за премијера Србије. Ова коалициона влада је потрајала мање од годину дана.

### Избори 2008. и пад са власти
Парламент на Косову и Метохији је 17. фебруара 2008. године прогласио независност Косова и Метохије. Четири дана касније ДСС, СРС заједно са одређеним бројем јавних личности и интелектуалаца одржали су митинг протеста под именом Косово је Србија пред Народном скупштином. Влада Србије је запала у дубоку политичку кризу. Демократска странка и Г17+ залагали су се за наставак преговора Србије са Европском унијом, док је Демократска странка Србије и Нова Србија сматрале да не може бити наставка преговора са ЕУ све док она јасно не саопшти да подржава територијални интегритет Републике Србије. Пошто није дошло до договора, 8. марта исте године председник странке и премијер Војислав Коштуница је затражио расписивање ванредних парламентарних избора. Они су ускоро расписани за 11. мај, и на њима је коалиција Демократска странка Србије-Нова Србија освојила 30 посланичких места (самом ДСС-у је припало 21). Победничка Демократска странка је ускоро формирала нову српску Владу заједно са коалицијом око Социјалистичке партије Србије (7. јула), па је тиме Демократска странка Србије други пут после 5. октобра прешла у опозицију.

### Избори 2012.
На парламентарним изборима маја 2012. године, Демократска странка Србије је изашла самостално и освојила 21 посланичко место у Народној скупштини Републике Србије. Првопласирана Српска напредна странка формирала је владу са СПС-ом и неколико мањих партија (укључујући и НС Велимира Илића који је раскинуо савез са Коштуницом); тако да је ДСС и овога пута остала у опозицији.

### Избори 2014.
На ванредним парламентарним изборима 2014. ДСС није прешла цензус и постала је ванпарламентарна странка први пут од свог оснивања. Војислав Коштуница је поднео оставку, а председавање странке је преузео дотадашњи потпредседник Александар Поповић. Дана 13. октобра 2014. године за новог председника странке изабрана је Санда Рашковић Ивић. Осмог јануара 2015. године, створена је коалиција двеју опозиционих ванпарламентарних партија, ДСС-а и Српског покрета Двери, једне од најмлађих српских партија, некадашњег подмлатка Српске православне цркве. Овај Патриотски блок су спајали конзервативизам, економски протекционизам, српски национализам и евроскептицизам. Коалиција је покренула интензивну (мада медијским мраком знатно ослабљену) кампању против Српске напредне странке. Критички се поставила према евроатлантским и евроинтеграцијама и залагала за чвршћу везу са Русијом.

### Избори 2016.
На ванредним парламентарним изборима 24. априла 2016. Демократска странка Србије је наступила заједно са Српским покретом Двери. Званичне информације достављене из Републичке изборне комисије пет дана касније показале су да коалицији недостаје један једини глас за прелазак цензуса од 5%. Солидаришући се са Патриотским блоком, остале опозиционе вође су позвале своје гласаче да на местима на којима ће се избори поновити гласају за ДСС — Двери. Након поновљених избора, коалиција је ушла у скупштину са 5,04% гласова, односно 13 посланичких места (6 је припало ДСС-у).
Санда Рашковић-Ивић искључена је из ДСС-а октобра 2016. зато што је одбила да по одлуци председништва странке из посланичког клуба искључи Ђорђа Вукадиновића. Тиме је ДСС остао без свог посланичког клуба и са шест спао на три посланика, јер је странку напустио и посланик Славиша Ристић.

### Скупштина ДСС-a 2017.
Вршилац дужности председника ДСС-а Милош Јовановић је на 13. скупштини ДСС-a одржаној маја 2017. изабран за новог председника ДСС-a.

### Скупштина ДСС-а 2022.
На скупштини ДСС-а одржаној 29. маја 2022. године странка је променила име у Нова демократска странка Србије.

## Резултати

### Парламентарни избори
| Избори | Коалиција                          | # гласова | % од важећих | # посланика | Влада                       | Лидер               |
| ------ | ---------------------------------- | --------- | ------------ | ----------- | --------------------------- | ------------------- |
| 1992   |                                    | 797.831   | 16,89        | 18 / 250    | опозиција                   | Војислав Коштуница  |
| 1993   |                                    | 218.056   | 5,07         | 7 / 250     | опозиција                   | Војислав Коштуница  |
| 1997   |                                    | бојкот    | бојкот       | 0 / 250     | ван парламента              | Војислав Коштуница  |
| 2000   |                                    | 2.402.387 | 64,09        | 45 / 250    | владајући (до августа 2001) | Војислав Коштуница  |
| 2000   | опозиција (од августа 2001)        | 2.402.387 | 64,09        | 45 / 250    |                             | Војислав Коштуница  |
| 2003   |                                    | 678.031   | 17,72        | 48 / 250    | владајући                   | Војислав Коштуница  |
| 2007   |                                    | 667.615   | 16,55        | 33 / 250    | владајући                   | Војислав Коштуница  |
| 2008   |                                    | 480.987   | 11,62        | 21 / 250    | опозиција                   | Војислав Коштуница  |
| 2012   |                                    | 273.532   | 6,99         | 21 / 250    | опозиција                   | Војислав Коштуница  |
| 2014   |                                    | 152.436   | 4,24         | 0 / 250     | ван парламента              | Војислав Коштуница  |
| 2016   | Патриотски блок                    | 190.530   | 5,04         | 6 / 250     | опозиција                   | Санда Рашковић Ивић |
| 2020   |                                    | 72.085    | 2,24%        | 0 / 250     | ван парламента              | Милош Јовановић     |
| 2022   | Национално демократска алтернатива | 204.444   | 5,54%        | 7 / 250     | опозиција                   | Милош Јовановић     |
| 2023   | Национално демократска алтернатива | 191.431   | 5,16%        | 7 / 250     | опозиција                   | Милош Јовановић     |

### Председнички избори
| Избори       | Кандидат           | #      | 1. круг — гласови | %      | #                | 2. круг — гласови | %                | Резултат     | Детаљи                         |
| ------------ | ------------------ | ------ | ----------------- | ------ | ---------------- | ----------------- | ---------------- | ------------ | ------------------------------ |
| 1992         | Милан Панић        | 2.     | 1.516.693         | 32,11  | без другог круга | без другог круга  | без другог круга | није изабран | подршка независном кандидату   |
| 1997         | бојкот             | бојкот | бојкот            | бојкот | бојкот           | бојкот            | бојкот           | бојкот       | бојкот                         |
| сеп-окт 2002 | Војислав Коштуница | 1.     | 1.123.420         | 30,89  | 1.               | 1.991.947         | 66,86            | [ е ]        |                                |
| дец 2002     | Војислав Коштуница | 1.     | 1.699.098         | 57,66  | без другог круга | без другог круга  | без другог круга | [ ж ]        |                                |
| 2003         | бојкот             | бојкот | бојкот            | бојкот | бојкот           | бојкот            | бојкот           | бојкот       | бојкот                         |
| 2004         | Драган Маршићанин  | 4.     | 414.971           | 13,30  |                  |                   |                  | није изабран | кандидат владајуће коалиције   |
| 2008         | Велимир Илић       | 3.     | 305.828           | 7,43   |                  |                   |                  | није изабран | подршка кандидату из коалиције |
| 2012         | Војислав Коштуница | 4.     | 290.861           | 7,44   |                  |                   |                  | није изабран |                                |
| 2017         | Александар Поповић | 10.    | 38.167            | 1,04   | без другог круга | без другог круга  | без другог круга | није изабран |                                |
| 2022         | Милош Јовановић    | 3.     | 226.137           | 6,10   | без другог круга | без другог круга  | без другог круга | није изабран |                                |

| Избори | Кандидат           | #  | 1. круг — гласови | %     | #                | 2. круг — гласови | %                | Резултат | Детаљи                           |
| ------ | ------------------ | -- | ----------------- | ----- | ---------------- | ----------------- | ---------------- | -------- | -------------------------------- |
| 2000   | Војислав Коштуница | 1. | 2.470.304         | 50,24 | без другог круга | без другог круга  | без другог круга | изабран  | увод у петооктобарску револуцију |

## Председници
| Бр. | Председник             | Председник | Рођен-Умро | Почетак функције  | Крај функције  |
| --- | ---------------------- | ---------- | ---------- | ----------------- | -------------- |
| 1   | др Војислав Коштуница  |            | 1944–      | 26. јул 1992.     | 19. март 2014. |
| 2   | др Санда Рашковић Ивић |            | 1956–      | 12. октобар 2014. | 29. јул 2016.  |
| 3   | др Милош Јовановић     |            | 1976–      | 28. мај 2017.     | тренутно       |

## Истакнути чланови
- Милош Јовановић — председник странке
- Драган Маршићанин — потпредседник странке и бивши председник Народне скупштине Републике Србије
- Александар Поповић — члан председништва странке, бивши министар науке и заштите животне средине (2004—2007) и бивши министар рударства и енергетике (2007—2008)
- Слободан Јанковић
- Бранислав Ристивојевић

## Бивши чланови
- Војислав Коштуница — Оснивач ДСС, бивши председник странке од њеног оснивања, бивши председник Савезне Републике Југославије и Владе Републике Србије.
- Владета Јанковић — један од оснивача странке, бивши потпредседник странке,бивши амбасадор Савезне Републике Југославије у Уједињеном краљевству (2001—2004) бивши амбасадор Србије у Ватикану (2008—2012),напустио странку 2014.
- Санда Рашковић Ивић — бивши председник странке (2014—2016), бивши Комесар за избеглице, бивши председник Координационог центра за Косово и Метохију (2004—2007) и бивши амбасадор Србије у Италији (2008—2011)
- Ђурђе Нинковић — један од оснивача странке, члан Главног одбора ДСС 1992-1996. и 2000-2001. Заменик министра правде Србије 2001. Напустио странку 2007.
- Владан Батић—  један од оснивача странке, странку напустио 1997.када је основао ДХСС
- Драган Јочић— Бивши народни посланик, бивши потпредседник владе Зорана Ђинђића, бивши потпредседник ДСС и бивши министар унутрашњих послова Републике Србије (2004—2008. године).
- Слободан Самарџић — Бивши председник посланичке групе ДСС, бивши потпредседник ДСС и бивши министар за Косово и Метохију.
- Бора Ђорђевић — Бивши члан Главног одбора ДСС и саветник министра културе (2004—2005).
- Синиша Ковачевић — Драмски писац, бивши члан Главног одбора ДСС и народни посланик (2012—2014).
- Милан Ст. Протић— историчар,странку напустио 1992.
- Душан Пророковић
- Милан Лапчевић
- Ненад Поповић
- Андреја Младеновић
- Милан Стаматовић
- Милош Ковић